# Pseudocrossidium adustum
Pseudocrossidium adustum là một loài rêu trong họ Pottiaceae. Loài này được (Mitt.) M.J. Cano mô tả khoa học đầu tiên.